# Hometown, My Town
Hometown, My Town è un album in studio del cantante statunitense Tony Bennett, pubblicato nel 1959.

## Tracce
1. The Skyscraper Blues – 7:08
2. Penthouse Serenade (When We're Alone) – 6:17
3. By Myself – 2:54
4. I Cover the Waterfront – 4:58
5. Love Is Here to Stay – 2:21
6. The Party's Over – 3:35